# Sibynophis sagittarius
Sibynophis sagittarius är en ormart som beskrevs av Cantor 1839. Sibynophis sagittarius ingår i släktet Sibynophis och familjen snokar. Inga underarter finns listade i Catalogue of Life.
Denna orm förekommer i centrala och norra Indien samt i angränsande regioner av Pakistan, Nepal, Bangladesh och Bhutan. Arten lever i låglandet och i bergstrakter upp till 1200 meter över havet. Sibynophis sagittarius hittas i lövfällande skogar, i buskskogar, i odlade områden och i trädgårdar. Individerna gömmer sig i lövskiktet, under stenar eller under annan bråte. Födan utgörs av små ödlor, grodor, insekter och av små ormar. Honor lägger två till fem ägg per tillfälle.
För beståndet är inga hot kända. Hela populationen anses vara stabil. IUCN listar arten som livskraftig (LC).